# 谢正谊
谢正谊（1981年5月—），湖北枣阳人（一说黑龙江佳木斯人），汉族，中华人民共和国政治人物、第十二届、第十三届解放军代表。
毕业于工程兵指挥学院道路桥梁指挥专业。加入中国共产党。2013年，担任全国人大代表。2018年2月24日，当选为第十三届全国人大代表。